# Duke Johnson
Duke Johnson (ur. 20 marca 1979 w St. Louis) – amerykański reżyser i producent filmowy. Twórca filmów animowanych, specjalizujący się w animacji poklatkowej.

## Życiorys
Ukończył reżyserię filmową w Tisch School of the Arts na Uniwersytecie Nowojorskim. W trakcie tych studiów spędził jeden semestr na studiowaniu animacji filmowej w czeskiej Pradze, a dorabiał w Nowym Jorku pracując jako kelner przez trzy lata. Tytuł magistra reżyserii filmowej uzyskał w AFI Conservatory w Los Angeles, gdzie wyreżyserował swój debiut Marrying God (2006).
Największy sukces odniósł jako współreżyser (wraz z Charliem Kaufmanem) animowanej pełnometrażowej fabuły Anomalisa (2015). Film przyniósł obydwu twórcom szereg nagród, w tym m.in. Wielką Nagrodę Jury na 72. MFF w Wenecji, nominację do Złotego Globu i Oscara za najlepszy pełnometrażowy film animowany.
Pracuje dla wytwórni filmów animowanych Starburns Industries w kalifornijskim Burbank.